# Lijst van bisschoppen en aartsbisschoppen van Reims
De volgende personen waren bisschop en aartsbisschop van het Franse aartsbisdom Reims.

## Bisschoppen
- ca. 260: Sixtus (heilige)
- ca. 280: Sinicius (heilige)
- ca. 290: Amausius (heilige)
- ca. 300–ca. 327: Betausius
- 328–340: Aper, Appert of Evre
- Dyscolie
- 348–359: Maternianus († 368) (heilige)
- 361–389: Donatianus (heilige)
- 390–394: Viventius of Vincentius (heilige)
- 394–400: Severus († 15 januari 400)(heilige)
- 400–407: Nicasius (heilige)
- 407–441: Baruc
- 441–???: Barnabas
- ???–459: Bennagius
- 459–533: Remigius
- 533–535: Romanus
- ca. 535: Flavius
- ca. 549: Mapinius
- 550–590: Egidius
- 590–593: Romulfus
- 593–631: Sonnatius
- 631–641: Leudegiselus
- 641–646: Anglebertus
- 646–649: Lando
- 649–673: Nivard (heilige)
- 673–689: Reolus (Rieul) (heilige)
- 689–717: Rigobertus (Robert) (heilige)
- 717-717: Liutwin (heilige) Volgens zijn Vita zou Liutwin bisschop van Reims zijn geweest.
- 717–744: Milo
- 744–748: Abel (heilige)

## Aartsbisschoppen
- 748–795: Turpijn
- 795–812: sedesvacatio
- 812–816: Wulfar
- 816–835: Ebbo (Ebo)
- 835–845 : sedesvacatio
- 845–882: Hincmar

Het wapen van de aartsbisschoppen van Reims

- 882–900: Fulco (Foulques le Vénerable), aartskanselier
- 900–922: Herive, aartskanselier
- 922–925: Seulf († 7 augustus 925)
- 925–931: Hugo van Vermandois, aartskanselier (Karolingen)
- 931–940: Artald, aartskanselier
- 940–946: Hugo van Vermandois (tweede keer)
- 946–961: Artald (tweede  keer)
- 962–969: Odelric, aartskanselier
- 969–988: Adalbero (Huis Ardennen), laatste aartskanselier
- 988–991: Arnulf (Karolingen)
- 991–999: Gerbert van Aurillac
- 999–1021: Arnulf, tweede keer
- 1021–1033: Ebles I de Roucy 1023
- 1033–1055: Guido van Châtillon (Huis Châtillon)
- 1055–1067: Gervais de Belleme
- 1069–1080: Manasses I
- 1083–1096: Renaud du Bellay
- 1096–1106: Manasses II van Châtillon (Huis Châtillon)
- 1106: Gervaas van Rethel
- 1106–1124: Raoul le Vert
- 1125–1138: Raymond de Martigné
- 1140–1161: Samson de Mauvoisin
- 1162–1175: Hendrik van Frankrijk
- 1176–1202: Willem van Blois
- 1204–1206: Guy Pare
- 1207–1218: Alberic de Humbert
- 1219–1226: Guillaume de Joinville
- 1227–1240: Henri de Dreux (* 1193; † 1240)
- 1244–1249: Yves de Saint-Martin of Juhel de Mathefelon (Juhelle), ook bekend als Juhel de Mayenne, † 1249/1250; hij nam deel aan de Zevende Kruistocht en stierf in Damietta
- 1249–1262: Thomas de Beaumes
- 1266–1270: Jean de Courtenay-Champignelles (* 1226; † 1270)
- 1273–1298: Pierre Barbet († 1298)
- 1299–1323: Robert de Courtenay-Champignelles (* 1251; † 1323)
- 1324–1334: Guillaume de Trie
- 1335–1351: Jean de Vienne
- 1351–1352: Hugues d'Arcy
- 1352–1355: Humbert II (Huis La Tour-du-Pin)
- 1355–1373: Jean de Craon (Huis Craon)
- 1374–1375: Louis Thesart
- 1374–1389: Richard Picque de Besançon
- 1389–1390: Ferry Cassinel
- 1390–1409: Guy van Roye
- 1409–1429: Simon de Cramaud
- 1413–1413: Pierre Trousseau
- 1413–1443: Regnault de Chartres, kanselier van Frankrijk 1425–1445
- 1445–1449: Jacques Juvénal des Ursins
- 1449–1473: Jean Juvénal des Ursins
- 1474–1493: Pierre de Montfort-Laval (Huis Montfort-Laval)
- 1493–1497: Robert Briçonnet, kanselier van Frankrijk 1495–1497
- 1497–1507: Guillaume Briçonnet
- 1507–1508: Charles Dominique de Carreto
- 1509–1532: Robert I de Lénoncourt
- 1533–1538: Jean de Lorraine-Guise
- 1538–1574: Charles de Lorraine-Guise
- 1574–1588: Lodewijk II de Lorraine-Guise
- 1592–1594: Nicolas de Poilleve
- 1594–1605: Philippe du Bec
- 1605–1621: Lodewijk III de Lorraine-Guise
- 1623–1629: Guillaume de Gifford de Sainte-Marie
- 1629–1641: Hendrik II van Guise
- 1641–1651: Léonor d'Estampes de Valençay (Huis Estampes)
- 1651–1659: Hendrik II van Savoye-Nemours (* 1625; † 1659)
- 1657–1671: Antonio Barberini
- 1671–1710: Charles Maurice Le Tellier (* 1642; † 1710)
- 1710–1721: François de Mailly
- 1722–1762: Armand Jules de Rohan-Guémené (* 1695; † 1762)
- 1763–1777: Charles Antoine de La Roche-Aymon
- 1777–1790: Alexandre Angélique de Talleyrand-Périgord
- 1801–1824: Jean-Charles de Coucy
- 1824–1839: Jean-Baptist-Marie-Anne-Antoine de Latil
- 1840–1866: Thomas Gousset
- 1867–1874: Jean-François Landriot
- 1874–1905: Benoit Langénieux
- 1906–1930: Louis-Henri-Joseph Luçon
- 1930–1940: Emmanuel Célestin Suhard
- 1940–1960: Louis-Augustin Marmottin
- 1960–1968: François Marty
- 1968–1972: Jean-Marie Maury
- 1973–1988: Jacques Ménager
- 1988–1995: Jean Balland
- 1995–1998: Gérard Defois
- 1999-2018: Thierry Jordan
- sinds 2018: Éric de Moulins-Beaufort